# Out For Blood (canción de Sum 41)
«Out For Blood» es el primer sencillo del séptimo álbum de estudio de la banda canadiense Sum 41. La canción se lanzó como sencillo, junto con el acompañamiento de video musical, el 24 de abril de 2019, a través del canal oficial de Youtube, Hopeless Records. Es el primer sencillo desde su última publicación en 2016, 13 Voices. Asimismo, fue este su primer single en criticar a la administración Trump, tema recurrente durante el resto del álbum.

## Vídeo musical
El vídeo oficial de la canción, fue dirigido por Lee Levin, y publicada en YouTube.

## Lista de canciones
| Digital download<ref>https://itunes.apple.com/es/album/order-in-decline/1458053301?app=music&ign-mpt=uo%3D4 |                 |          |  |
| N.º | Título          | Duración |  |
| 1. | «Out For Blood» | 3:36     |  |